# Marek Gonciarczyk
Marek Gonciarczyk (ur. 14 maja 1952 w Krakowie, zm. 5 grudnia 2017 w Krakowie) – polski piłkarz ręczny i trener.

## Życiorys
W młodości uprawiał piłkę nożną i hokej na lodzie, jako piłkarz ręczny grał na pozycji bramkarza w barwach małopolskich klubów sportowych Garbarni Kraków (1969-1972), Hutnika Kraków (1972-1986), ponownie Garbarni (1988-1989) oraz Bocheńskiego Klubu Sportowego (1989-1995). Jako zawodnik Hutnika Kraków w latach 1979, 1980 i 1981 zdobywał mistrzostwo kraju, w 1978 wicemistrzostwo Polski, w 1984 brązowy medal mistrzostw Polski, zaś w latach 1978, 1983 i 1986 sięgał po Puchar Polski.
W reprezentacji Polski rozegrał  w latach 1980-1981 18 meczów, wystąpił m.in. na zwycięskich dla Polskich mistrzostwach świata grupy "B" w 1981.
Był absolwentem Akademii Wychowania Fizycznego w Krakowie (1988). Był trenerem w AZS Kraków (2007-2009) i Hutniku Kraków (jako asystent trenera Zbigniewa Podolskiego w sezonie 1992/1993. Pracował jako nauczyciel wychowania fizycznego w Szkole Podstawowej nr 91 i Gimnazjum nr 47 w Krakowie.
W uznaniu zasług został uhonorowany tytułem „Zasłużony dla miasta Krakowa” oraz Diamentową Odznaką Związku Piłki Ręcznej w Polsce (2003).